# Елізабет Волстенголм-Елмі
Елі́забет Кларк Волстенхолм-Е́лмі (англ. Elizabeth Clarke Wolstenholme Elmy; 30 листопада 1833 , Cheetham Hilld, Ланкашир  — 12 березня 1918 , Чорлтон-он-Медлокd, Ланкашир ) — британська громадська діячка, феміністка і суфражистка; письменниця.

## Життєпис
Народилася 30 листопада 1833 року в манчестерському районі Чітем-Гілл; охрещена 15 грудня 1833 року в Екклсі, Великий Манчестер, де її батько — преподобний Джозеф Волстонголм (Joseph Wolstenholme) — був методистським служителем. Її брат Джозеф Волстенголм став професором математики в Кембриджському університеті.
Мати померла, коли вона була маленька. Сформувалася проживаючи в Роу Ґрін (Великий Манчестер) зі сім'єю матері. Коли близько 1843 помер батько, вихованням дівчинки займалася мачуха. Протягом двох років відвідувала Фулнекську школу в місті Падсі (графство Вест-Йоркшир), яку утримувала Моравська церква, але з якихось причин їй не дозволили вчитися далі.
Відкрила приватну школу-інтернат для дівчаток у Бутстауні біля Ворслі і залишалася там до травня 1867 року, коли переїхала до Конглтон у Східному Чеширі. Стривожена поганим стандартом початкової освіти для дівчаток, вона вступила 1862 року в Коледж наставників (Chartered College of Teaching), де познайомилася з Емілі Девіс. Разом вони провели кампанію за те, щоб дівчатка отримали такий самий доступ до вищої освіти, як і хлопчики. 1865 року заснувала Манчестерську асоціацію вчительок (Manchester Schoolmistresses Association) і 1866 року дала свідчення комісії Тонтона (Taunton Commission) у галузі освіти, ставши однією з перших жінок, які дали свідчення в парламентському комітеті. 1867 року представляла Манчестер на нещодавно утвореній Раді зі сприяння вищій освіті жінок на півночі Англії (North of England Council for Promoting the Higher Education of Women). Пізніше вона розійшлася з Емілі Девіс щодо навчальної програми для жінок.

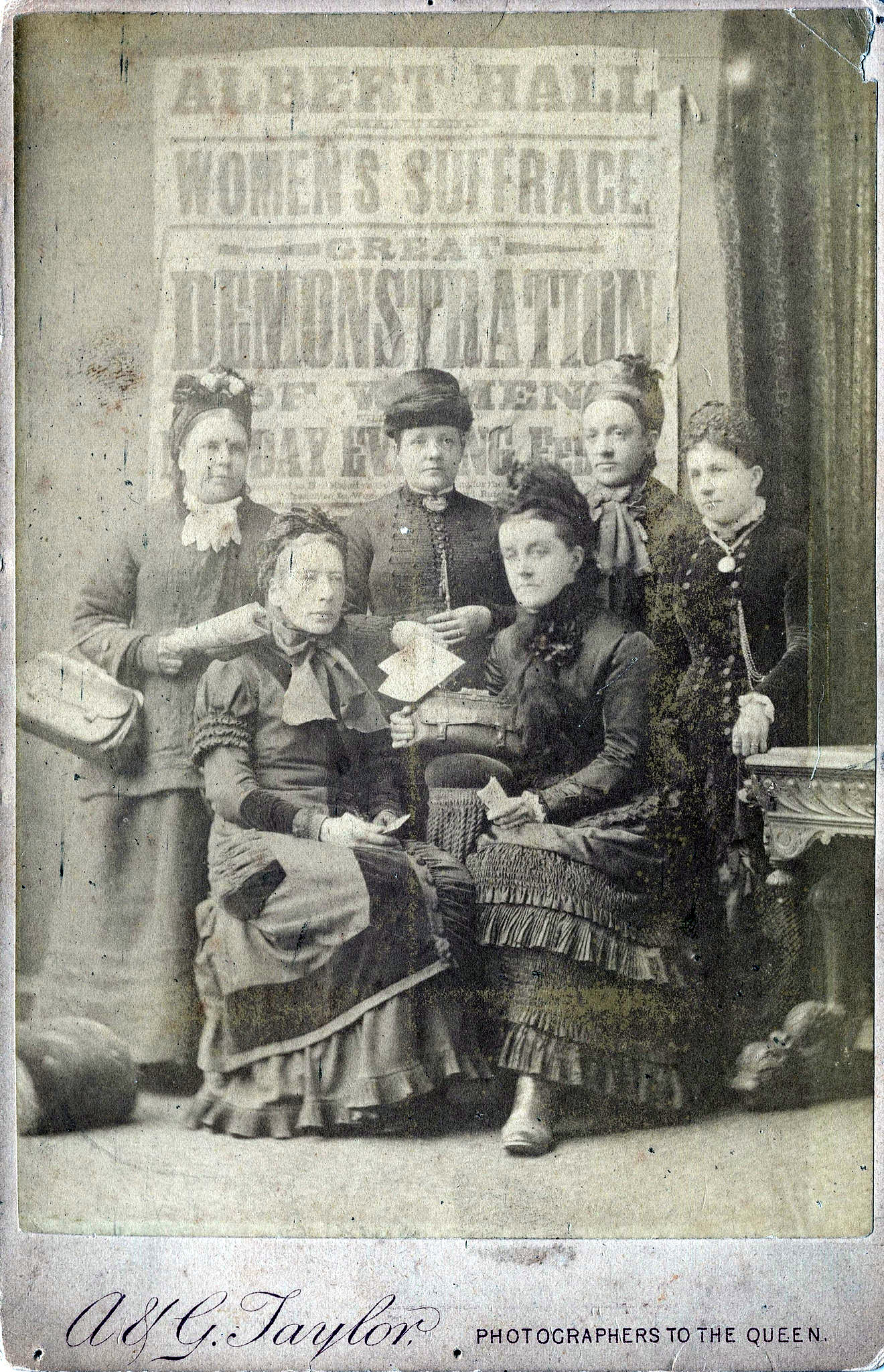
Манчестерське відділення National Society for Women's Suffrage

Заснувала 1866 року в Манчестері комітет (MCEW) із розширення прав і можливостей жінок і була активною борчинею за виборче право жінок протягом понад 50 років. Залишила свою школу 1871 року і стала першою платною співробітницею жіночого руху: їй платили за лобіювання парламенту щодо законів, шкідливих для жінок. 1877 року кампанію з виборчого права жінок централізовано як Національне товариство виборчого права жінок (National Society for Women's Suffrage). Волстенголм працювала в її манчестерському відділенні і 1889 року стала однією із засновниць (разом з Гаррієт Макілкгем та Еліс Скетчерд) Жіночої ліги франшизи (Women's Franchise League). 1891 року залишила лігу і заснувала цього ж року Союз визволення жінок (СВЖ; англ. Women's Emancipation Union).
Пропрацювала в СВЖ від 1891 до 1899 року, коли його діяльність було згорнуто. Потім її подруга та колега Еммелін Панкгерст запросила Елізабет до виконавчого комітету Жіночого громадсько-політичного союзу (ЖГПС; Women's Social and Political Union). Пропрацювавши в ЖГПС до 1913 року, вийшла з неї і стала віце-президентом Tax Resistant League.
Померла 12 березня 1918 року. Похорон відбувся в Манчестерському крематорії.
Її ім'я та зображення, серед 58 інших жінок — прихильників виборчого права, вигравірувано на постаменті пам'ятника Міллісент Фосетт, відкритого 2018 року на Парламентській площі в Лондоні.

### Особисте життя

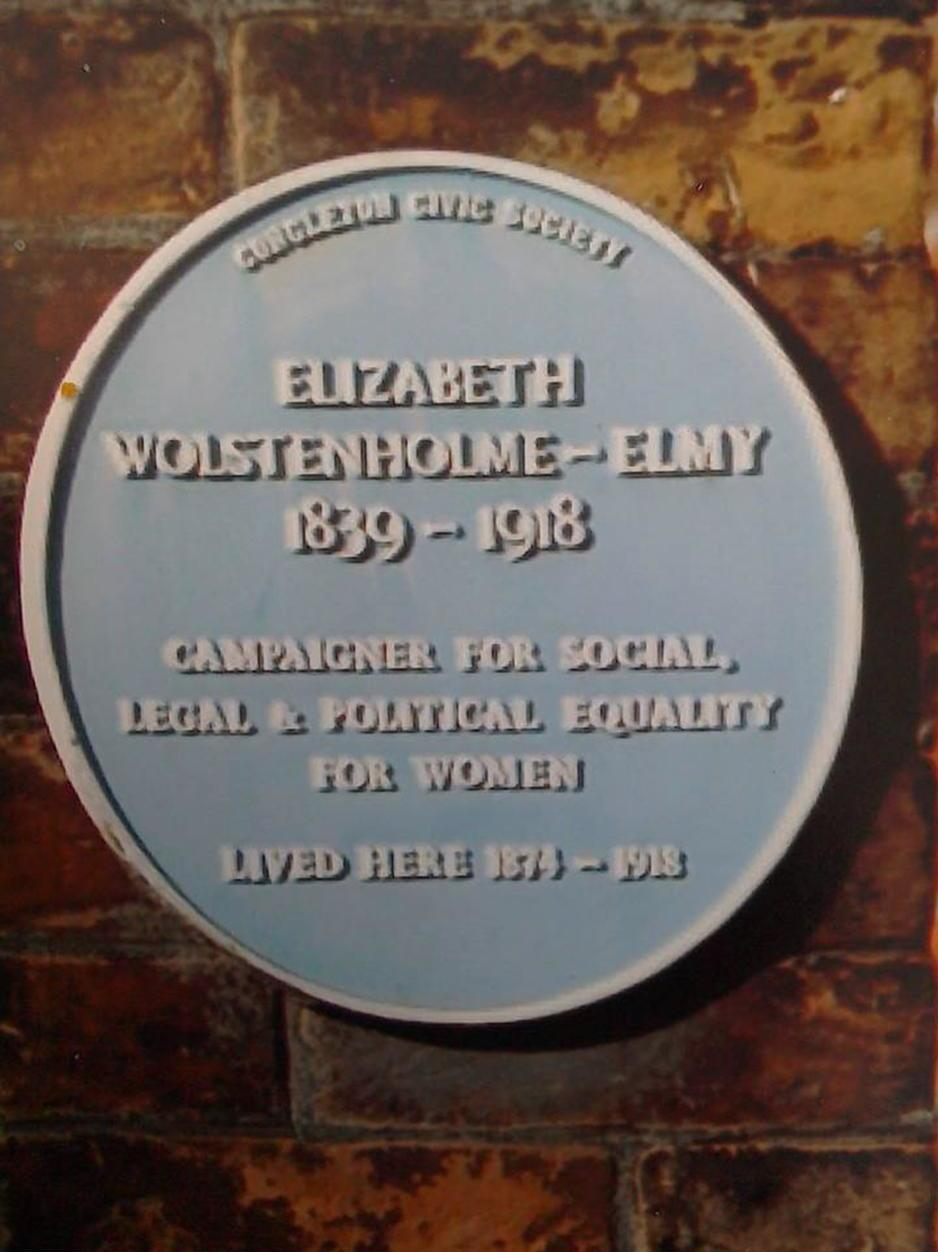
Синя табличка на Бакстон-гауз (Buxton House)

Познайомилася з власником шовкової фабрики секуляристом Бенджаміном Джоном Елмі (Benjamin John Elmy, 1838—1906). 1867 року разом заснували Товариство жіночої освіти (Ladies Education Society), яке було відкритим для чоловіків. Бенджамін став активним учасником жіночого руху, приєднавшись до роботи Елізабет. Разом вони почали жити на початку 1870-х років, були прихильниками вільного кохання, дивуючись побожності своїх християнських колег. Коли Елізабет 1874 року завагітніла, її колеги були обурені і зажадали, щоб пара одружилася. Попри те, що Волстонголм і Елмі пройшли церемонію запису актів цивільного стану 1874 року, Елізабет була змушена залишити свою роботу в Лондоні. Вони переїхали в Бакстон-гауз (англ. Buxton House) до передмістя Баґловтон (англ. Buglawton), де 1875 року в них народився син Френк. Бакстон-гауз став її резиденцією від 1874 до 1918 року; товариство Congleton Civic Society встановило згодом на ньому відповідну синю табличку.
Бенджамін Елмі опублікував під псевдонімом Елліс Етельмер дві книги — The Human Flower і Baby Buds (у 1894 і 1895 роках, відповідно), які були, по суті, підручниками зі статевої освіти, в яких матеріал викладався з опорою на аналогії з галузі ботаніки. Авторство цих книг іноді приписують Елізабет, але сама вона завжди стверджувала, що книги написав її чоловік.